# レオナルド・ベルタニョッリ
レオナルド・ベルタニョッリ（Leonardo Bertagnolli、1978年1月8日 - ）は、イタリア、トレント出身の自転車競技（ロードレース）選手。

## 経歴
2002年、サエコと契約を結んでプロ転向。
2004年
- コッパ・プラッチを優勝。

2005年、コフィディスに移籍。
- ブエルタ・ア・エスパーニャ第2ステージを制した。

2007年、リクイガスに移籍。
- クラシカ・サンセバスティアン 優勝。

2009年
- アミーカ・チップス＝クナウフへ移籍したが、同チームが財政難に陥ったため、ジロ・デ・イタリア(以下、ジロ）開幕日の5月9日から、セッラメンティ PVC ディキジョバンニ・アンドローニ ジョカットーリの一員となる。
- ジロ・デ・イタリア 区間1勝（第15ステージ）。

2011年、ランプレ - ISDに移籍。
2012年
- 国際自転車競技連合(UCI)は、ベルタニョッリに対し、バイオロジカル・パスポートに基づく聴聞を行ったことを表明。また、ベルタニョッリから、ドーピング違反の有無が確定するまで、『推定無罪』の立場を貫くよう主張されたと表明した。またベルタニョッリは、当年のイタリア国内選手権・ロードレースを最後に現役を引退することを表明。さらに、ミケーレ・フェッラーリへの関与問題でCONIから当月26日に聴聞を受ける予定だったが、それが延期されたことも表明した[1]。